# Janardo
Janardo é uma pequena localidade portuguesa da freguesia de Guardão, do Município de Tondela e Distrito de Viseu.
Foi vila e sede do concelho de Gardão.

## Cronologia
- 1207 - foral dado por D. Sancho I
- 1514 - foral novo de D. Manuel
- 1836 - o concelho foi extinto, e a vila de Janardo passou a freguesia de Tondela[1][2]

## Património
- Pelourinho de Janardo